# Tomasz Kucharzewski
Tomasz Kucharzewski (ur. 13 sierpnia 1968, zm. 8 marca 2008) – utytułowany karateka stylów Kyokushin i Shidokan, kick-boxer.
Pierwszym sportem walki uprawianym przez Kucharzewskiego było karate Kyokushin. Trenował je od 14 roku życia. Trzykrotnie zdobył tytuł mistrza Polski (1988-1990). W 1991 r. wyemigrował do Kanady. Tam związał się z karate Shidokan. Pięciokrotnie wywalczył międzynarodowe mistrzostwo USA, a w 1994 r. w Japonii został mistrzem świata Shidokan.
Poza karate uprawiał również boks (amatorski mistrz Ontario w wadze ciężkiej), boks tajski i kick-boxing. Był pierwszym Polakiem, który walczył w K-1 – najbardziej prestiżowej organizacji kick-boxerskiej świata. W 2000 r. zajął 2. miejsce w mistrzostwach K-1 USA, pokonując m.in. Glaube Feitosę.
8 marca 2008 r. został znaleziony martwy w swoim mieszkaniu w Windsor, Ontario. Prawdopodobną przyczyną śmierci była choroba serca.